# 제퍼디!

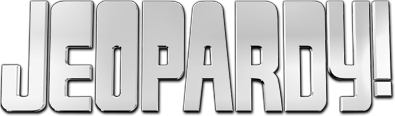

《제퍼디!》(Jeopardy!)는 역사, 문학, 예술, 팝 문화, 과학, 스포츠, 지질학, 세계사 등의 주제를 다루는 미국의 텔레비전 퀴즈 쇼이다.

## 방영
1964년 3월 30일 NBC에서 처음 방송되었으며 일련의 방송이 1975년 1월 3일까지 낮 시간대에 방영되었다. 1974년 9월 9일부터 매주 제퍼디!의 야간 버전이 방영되기 시작했으며 1979년 3월 2일까지 방영되었다. 1984년 9월 10일 다시 제퍼디! 방송이 시작되었고 2019년 9월 9일(시즌 36)부터는 HD 화질로 방영되기 시작했다.

## 호스트(사회자)
- 아트 플레밍 (1964년 3월 30일 ~ 1975년 1월 3일)
- 앨릭스 트리벡 (1984년 9월 10일 ~ 2021년 1월 8일 ) (마지막 에피소드는 2020년 10월 29일 녹화, 11월 8일 사망, 에피소드는 2021년 1월 8일까지 방영됨)
- 켄 제닝스 (Ken Jennings, 2021년 1월 11일 - 2월 19 일) (2021년 - 현재, 교대)
- 마이크 리차즈 (2021년 9월 13일 - 2021년 9월 17일)(영구 호스트로 지정되었지만 해제됨)
- 마임 바이알릭 (2021년 5월 31일- 2023 년 6월 30일 현재, 교대)

## 감독
- 밥 헐트그런(Bob Hultgren, 1964–1971)
- 엘리너 타시스(Eleanor Tarshis, 1971–1972)
- 제프리 골드스틴(Jeffrey L. Goldstein, 1972–1975, 1978)
- 딕 스나이더(Dick Schneider, 1978–1979, 1984–1992)
- 케빈 매카시(Kevin McCarthy) (1992–현재)

## 게임 플레이
- 회마다 1명의 연승도전자(리터닝 챔피언)와 2명의 새로운 도전자와 함께 진행한다.
- 일반적인 퀴즈쇼와 달리, 제퍼디의 퀴즈방식은 설명문에 알맞는 키워드를 질문문으로 답해야 하는 것이다. 각 라운드마다 6개의 주제에 총 30개의 설명문이 출제된다. 예를 들어, "인물의 200달러 문제"에서 "이 사람은 미합중국의 초대 대통령입니다."라는 설명문이 나왔다고 치자. 버저를 빨리 누른 도전자에게 답할 기회가 주어지며, 도전자는 "조지 워싱턴이 누구죠?"라고 답해야 200달러를 적립할 수 있다. 버저를 누른 뒤 5초 안에 답해야 하며 틀리면 적립금에서 문제의 금액만큼 깎인다.
- 설명문 중에는 하루에 하나씩 데일리 더블(Daily Double) 문제가 나오는데, 지금까지의 적립금을 두배로 만들 수 있다.
- 1회전 제퍼디! 라운드

| 1964–1975 | 1978–1979 | 1984–2001 | 2001–현재 | 1990 초대 |
| --------- | --------- | --------- | --------- | --------- |
| $10       | $25       | $100      | $200      | 200       |
| $20       | $50       | $200      | $400      | 400       |
| $30       | $75       | $300      | $600      | 600       |
| $40       | $100      | $400      | $800      | 800       |
| $50       | $125      | $500      | $1,000    | 1,000     |

- 2회전 더블 제퍼디! 라운드

| 1964–1975 | 1978–1979 | 1984–2001 | 2001–현재 | 1990 초대 |
| --------- | --------- | --------- | --------- | --------- |
| $20       | $50       | $200      | $400      | 500       |
| $40       | $100      | $400      | $800      | 1,000     |
| $60       | $150      | $600      | $1,200    | 1,500     |
| $80       | $200      | $800      | $1,600    | 2,000     |
| $100      | $250      | $1,000    | $2,000    | 2,500     |

- 파이널 제퍼디! 라운드
  - 하나의 주제에 대한 설명문이 출제된다. 3명의 도전자들은 제한시간 30초 안에 1, 2회전에서 적립한 금액 중 원하는 금액만큼 걸고 답을 적는다. 역시 답은 질문문으로 적어야 한다. 정답을 맞추면 건 금액만큼 더 적립되며, 틀리면 건 금액만큼 적립금이 깎인다.
  - 정답에 자신있는 도전자는 비교적 금액을 많이 거는 편이며, 세 도전자가 얼마나 금액을 거느냐에 따라 역전승도 가능하다.
  - 적립금이 가장 많은 도전자는 굳이 돈을 걸어서 위험을 감수하지 않으려는 경향이 있으며, 반대로 적립금이 적은 도전자는 모두 걸어 역전을 노리기도 하지만 답을 틀려 적립금을 모두 잃는 경우가 허다하다. 이 프로그램의 이름을 제퍼디!(위험해!)로 지은 이유가 바로 여기에 있다.
  - 만약 모든 도전자가 적립금을 모두 잃을 경우, 다음 회차에서는 리터닝 챔피언 없이 새로운 도전자 3명이 출전하게 된다.

- 최종 적립금이 많은 도전자가 이날의 우승자가 되며 적립금은 상금으로 모두 챙겨가게 된다. 또한 다음 방송에서 연승에 도전할 수 있는 리터닝 챔피언이 된다. 2등은 2000달러, 3등은 1000달러의 상금을 받는다.

- 리터닝 챔피언(연승도전자)
  - 그 전에는 5연승까지 도전할 수 있었으며, 시즌 20부터는 무제한 연승 제도로 바뀌었다.
  - 만약 질병이나 업무의 사정으로 인해 연속 출전이 어려울 경우, 추후에 공동 챔피언으로 다시 출전할 수 있다.
  - 최다연승기록은 2004년 6~11월, 74연승을 기록한 현 진행자 켄 제닝스이며, 총 획득상금은 $2,522,700 (한화 약 30억원)였다.

## 참고 사항
- 대한민국 전역은 수출 방송하지 않는다.

## 같이 보기
- 1대 100 (네덜란드)